# Semisopochnoi
Semisopochnoi est une île faisant partie des îles Rat dans les îles Aléoutiennes, en Alaska. C'est une île volcanique,. Son point culminant est à 1 221 m.
Semisopochnoi est le point le plus à l'est des États-Unis en termes de longitude, proche du 180e.

## Activité géologique

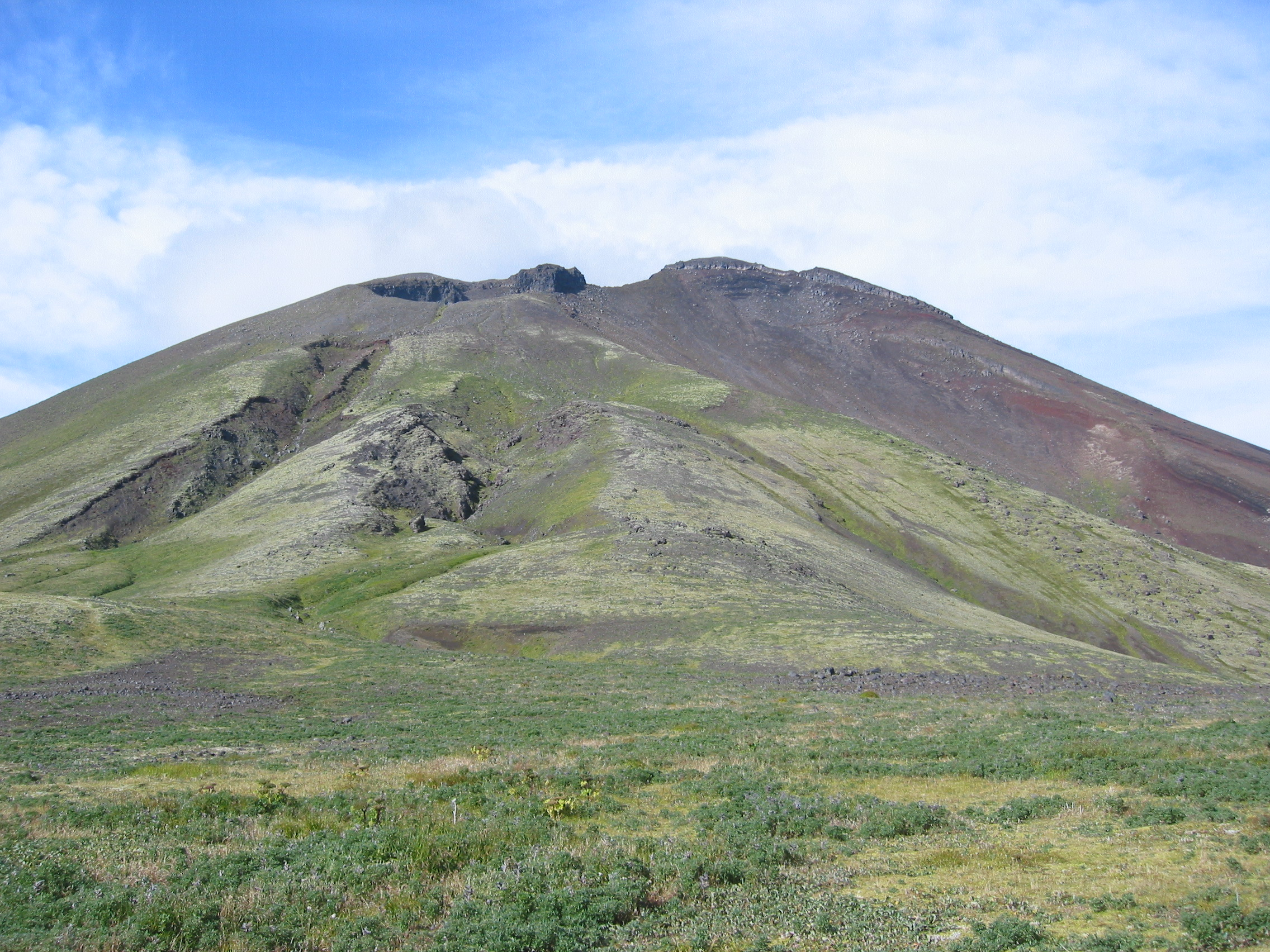
Caldeira du volcan Cerberus.

Depuis septembre 2018, plus activement depuis début 2021,, le cône volcanique Cerberus est en activité éruptive plus soutenue, sous forme d'explosions produisant des volumes de cendre nécessitant des précautions (niveaux d'alerte aériennes jaune à orange, puis rouge) pour les lignes aériennes passant au voisinage ou sous le vent,.